# Zespół Pieśni i Tańca „Bielsko”
Zespół Pieśni i Tańca „Bielsko” (ZPiT „Bielsko”) – bielski zespół folklorystyczny działający od 1974 r., od 1998 r. pod patronatem Bielskiego Centrum Kultury. Zajęcia zespołu odbywają się w Domu Tańca przy ul. Komorowickiej 53a.
Zespół składa się obecnie (2013) z trzech grup dziecięcych, 40-osobowej grupy reprezentacyjnej, 7-osobowej kapeli i 16-osobowego big bandu. Łącznie jest to około stu osób. Kierownikiem artystycznym i choreografem jest Bożena Bieńczyk, natomiast kierownikiem muzycznym – Marzena Chromiec-Grzybowska.
W swoim repertuarze Zespół Pieśni i Tańca „Bielsko” posiada dwa różne programy:
- ludowy, w którym prezentuje oryginalny polski folklor ludowy (tańce górali żywieckich i śląskich, krakowiaki, kujawiaki, polki, mazury, tańce rzeszowskie, lubelskie, oraz słowackie)
- ludowy, a zarazem stylizowany pod względem tańca, muzyki, jak i kostiumów, prezentujący folklor zarówno polski, jak innych krajów świata; repertuar estradowy składa się z kilku bloków tematycznych: polski, węgierski, bawarski, rosyjski, hiszpański, cygański i country, ukraiński, słowacki

ZPiT „Bielsko” bierze udział w licznych festiwalach folklorystycznych na całym świecie. Dotychczas zespół odwiedził, poza Polską, Francję, Hiszpanię, Włochy, Portugalię, Niemcy, Belgię, Węgry, Austrię, Bulgarię, Grecję, Serbię, Stany Zjednoczone (Montana, Utah i Idaho), Brazylię, Sardynię, Indonezję, Sycylię, Francję.